# Svatopluk Technik
Svatopluk Technik (7. března 1913, Rašovka – 2. února 2010, Liberec) byl český architekt, pedagog a publicista.

## Životopis
Narodil se do rodiny Josefa Technika, řídícího učitele v Rašovce. Jeho otec byl vlastencem (před druhou světovou válkou například prosadil, aby se poněmčená obec Hynčice přejmenovala na Pilínkov). S manželkou měl Josef tři syny. Vedle zmíněného Svatopluka ještě Vladivoje a Miloše. Prostřední ze synů, Svatopluk, po absolvování libereckého gymnázia odešel na pražské České vysoké učení technické, kde studoval na Fakultě architektury a pozemního stavitelství. Dokončil ji v roce 1937. Pro prohloubení svých znalostí studoval dále v Ústavu Ernesta Denise a díky znalosti francouzštiny získal i stáž v ateliéru architekta Augusta Perreta. Ten Technikovi nabízel, aby pro něj v alžírské pobočce pracoval i po skončení stráže, nicméně Technik tuto nabídku nevyslyšel a vrátil se zpět do Československa.
Po škole Technika zaměstnala pražská firma Hrabě a Losovský. Ve chvíli, kdy společnost otevírala pobočku v Bratislavě, odešel tam. Když během druhé světové války vypuklo Slovenské národní povstání (1944), vstoupil do Československé povstalecké armády. Po válce se ale ze Slovenska roku 1947 vrátil zpět do Liberce. Důvodem byla výzva jeho přítele Jaroslava Tomsy, který sháněl pedagogy pro tamní průmyslovou školu. Ve škole mezi jeho žáky patřil například Miloslav Maxa. Dlouho zde však Technik nevydržel. Se svým návrhem totiž vyhrál soutěž na úpravu středu Liberce a také na úpravu libereckého výstaviště. Následně byl od poloviny padesátých let zaměstnán ve Stavoprojektu, v němž se podílel na prvním poválečném územním plánu města Liberce, ale poté přešel do Pozemních staveb a odtud roku 1960 opět do střední průmyslové školy stavební. Zde vydržel až do roku 1988. Mezi roky 1969 až 1971 stál v čele odborníků, kteří prováděli statické zabezpečení a opravu střech na požárem poškozeném kostele svatého Archanděla Michaela ve Smržovce, kterého zasáhl oheň 19. dubna 1967.
Od roku 1995 byl čestným občanem města Liberce.

## Dílo

### Stavební
- územní plán města Liberce
- územní a zastavovací plány Českého Dubu, Sobotky, Lomnice nad Popelkou, Mnichova Hradiště, Hronova, Nového Boru či Frýdlantu
- autor návrhu hotelu a televizního vysílače na Ještědu (upřednostněn byl nakonec Hubáčkův návrh)
- první liberecké sídliště na Králově Háji
- úprava libereckého výstaviště pro konání přehlídky „Budujeme osvobozené kraje“ (1946)[5]
- atriové domky na Aloisině výšině
- přestavba liberecké nemocnice
- úprava centra Liberce kolem Soukenného náměstí či Karlových Varů
- rekonstrukce zámků Sychrov a Frýdlant

### Písemné
- Liberecké domy hovoří
- Stavební památky Liberce
- Liberec minulosti a současnosti